# Pelecanoides urinatrix
Il petrello tuffatore comune ( Pelecanoides urinatrix ), conosciuto anche come petrello tuffatore minore, è una petrello tuffatore, una delle quattro piccole procellarie,molto simili all'alche, degli oceani meridionali. È originario delle isole dell'Atlantico meridionale e delle isole dell'Oceano Indiano meridionale subantartico, delle isole al largo della Nuova Zelanda e delle isole australiane sudorientali.

## Tassonomia
Il petrello tuffatore comune fu ufficialmente descritto per la prima volta nel 1788 dal naturalista tedesco Johann Friedrich Gmelin . Egli considerò questa specie come facente parte del genere Procellaria e coniò il nome binomiale Procellaria urinatrix . Gmelin basò la sua descrizione sul petrello tuffatore che era stato descritto nel 1785 dall'ornitologo inglese John Latham nel secondo volume della sua A General Synopsis of Birds . Latham scrisse di aver trovato una grande colonia nel Queen Charlotte Sound, all'estremità settentrionale dell'Isola del Sud, in Nuova Zelanda. Il petrello tuffatore comune è ora una delle quattro procellarie collocate nel genere Pelecanoides, definito nel 1799 dal naturalista francese Bernard Germain de Lacépède . Il nome del genere, Pelecanoides, significa "simile a un pellicano", ed è stato attribuito ai petrelli tuffatori per via delle sacche golari espandibili che usano per trasportare il cibo ai pulcini. Il suo nome specifico, urinatrix, deriva dal termine latino urinator, che significa appunto "tuffatore". I nomi delle sue sottospecie includono chathamensis, che si riferisce alle Isole Chatham, exsul, che significa "isolato" o "remoto", dacunhae, che fa riferimento alle Isole Tristan da Cunha, berard, in onore del navigatore francese Auguste Bérard, e coppingeri, che onora il chirurgo della Royal Navy. e il naturalista Richard William Coppinger .
Sono state identificate sei sottospecie, distinguibili per le misure corporee, in particolare per quanto riguarda la dimensione del becco:
- P. u. urinatrix (JF Gmelin, 1789): Australia, Tasmania e Isola del Nord, Nuova Zelanda.
- P. u. chathamensis ( Murphy & Harper, 1916): Stewart, Snares e Isole Chatham della Nuova Zelanda.
- P. u. exsul ( Salvin, 1896): Georgia del Sud, isole subantartiche dell'Oceano Indiano come le isole Kerguelen, Heard e McDonald, ecc., e isole subantartiche della Nuova Zelanda, comprese le isole Auckland, l'isola Antipodes e l'isola Campbell .
- P. u. dacunhae ( Nicoll, 1906): arcipelago di Tristan da Cunha e isola di Gough.
- P. u. berard ( Gaimard, 1823): Isole Falkland, distribuite anche in tutto l'Atlantico sudoccidentale.
- P. u. coppingeri ( Mathews, 1912): distribuzione incerta, forse si riproduce nel Cile meridionale.

## Descrizione

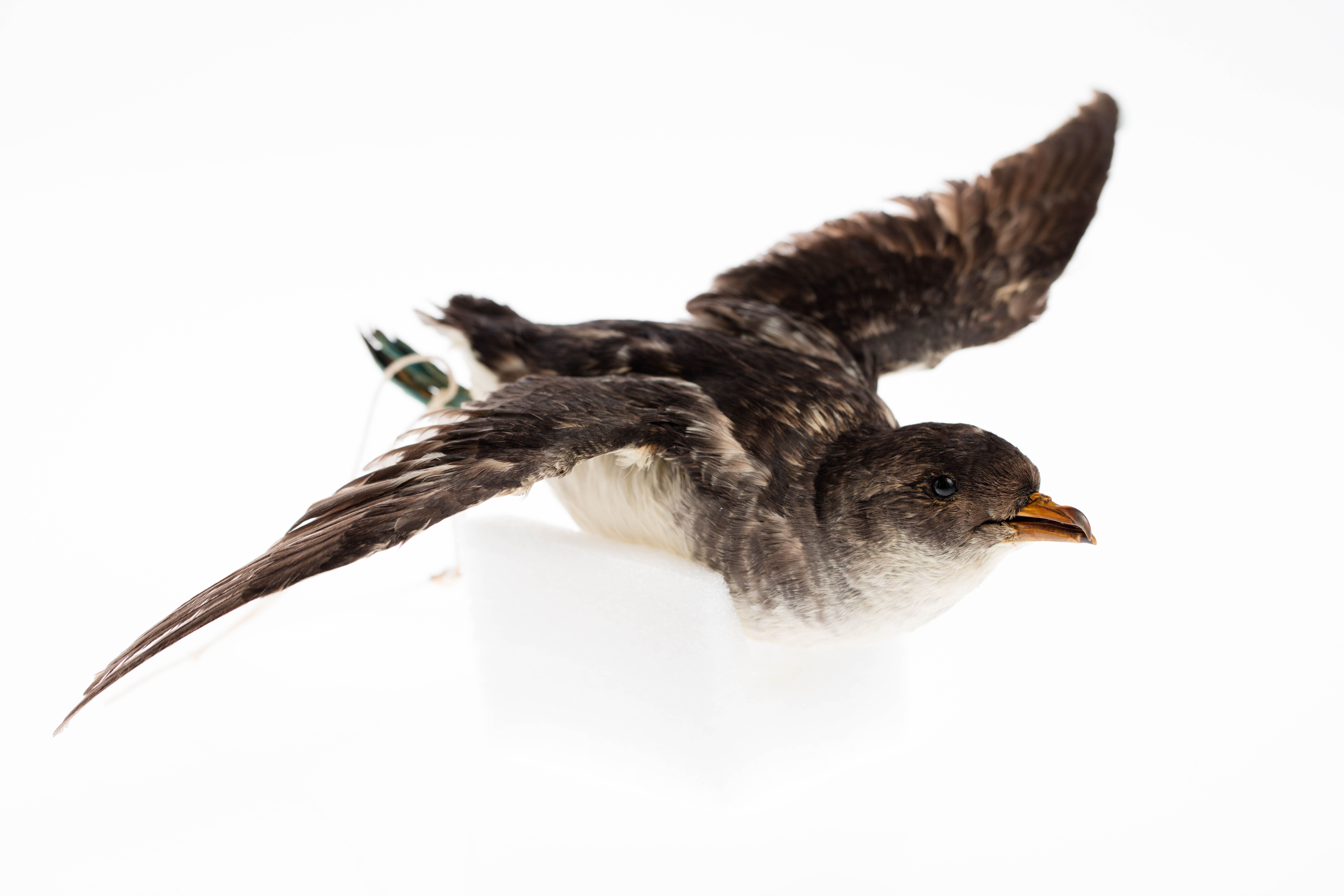
Esemplare adulto in volo.

Il petrello tuffatore comune è una procellaria piccola e paffuta, che varia da 200 a 250 mm (7,9–9,8 in) di lunghezza e del peso di circa 86 a 186 g (3,0–6,6 oz) . Il piumaggio è nero sul dorso e di un colore bianco opaco sul ventre, il becco è nero e relativamente corto. Le ali presentano sottili strisce bianche.  In alcuni casi la testa e il collo possono tendere al marrone piuttosto che al nero. Le zambe e i piedi palmati sono blu con una membrana marrone-nerastra tra le dita.  A meno che non venga visto molto da vicino, è quasi indistinguibile dal petrello tuffatore della Georgia del Sud, P. georgicus . Il petrello tuffatore comune ha piume remiganti interne marroni, mentre il petrello della Georgia del Sud le presenta di un colore più tenue.  I petrelli tuffatori comuni hanno becchi più piccoli e più stretti rispetto ai cugini della Georgia del Sud.  Un'altra differenza è che i petrelli della Georgia del Sud hanno una linea nera posteriore lungo il tarso . La specie comune è anche leggermente più grande della specie della Georgia meridionale.

## Distribuzione e habitat
Il petrello tuffatore comune si trova tra le latitudini 35 e 55 gradi sud, soprattutto intorno alle isole. [8] Sebbene la popolazione stia diminuendo, si ritiene che questo declino non sia abbastanza rapido da destare preoccupazione. [9] Le tane sono generalmente larghe e profonde 1,5 m (4,9 ft) e vengono scavate nei pendii ricoperti di vegetazione, anche se occasionalmente possono trovarsi su terreno pianeggiante.

## Comportamento

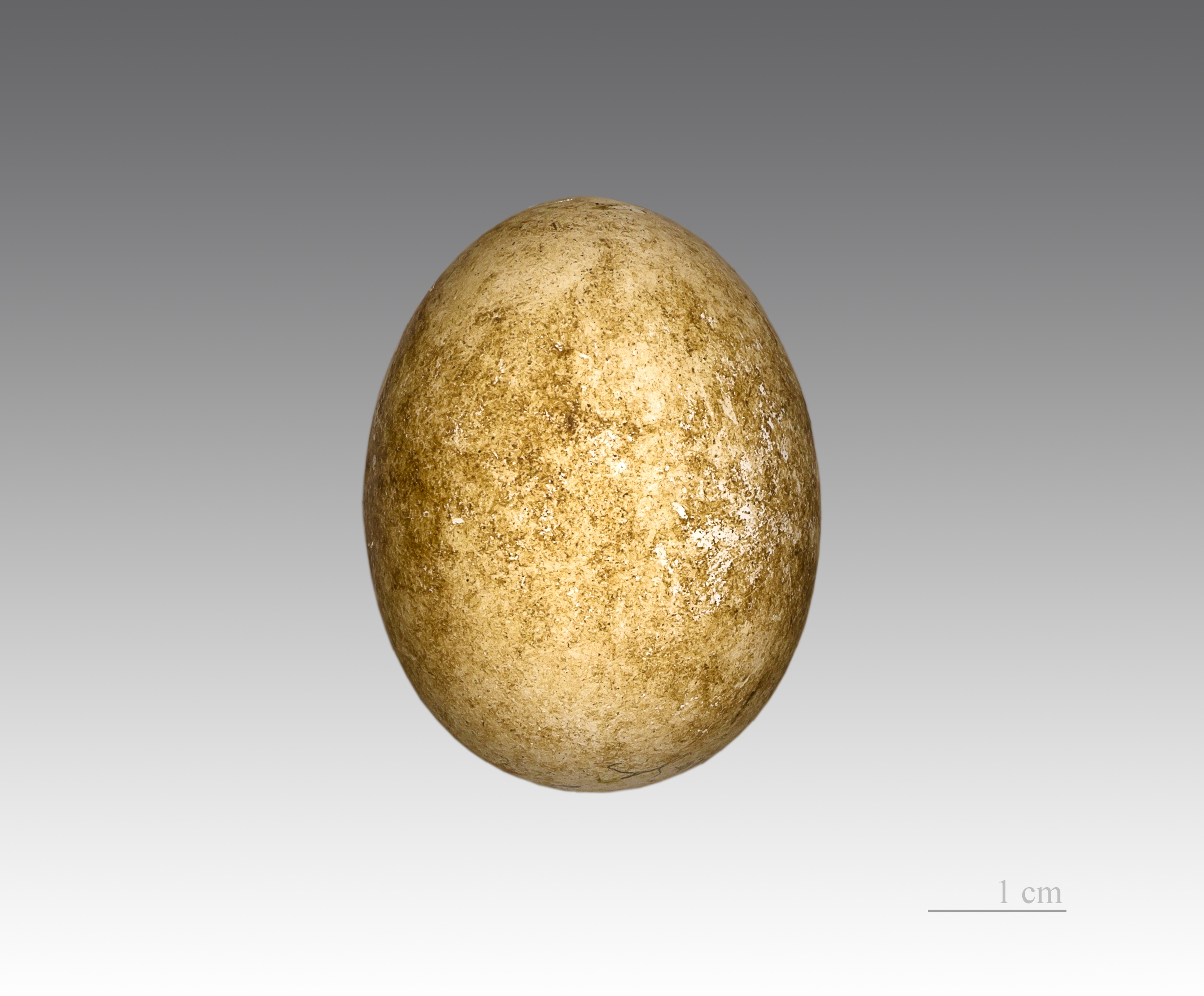
Uovo di Pelecanoides urinatrix.

Il petrello tuffatore comune si nutre sulle terre emerse durante la stagione riproduttiva, i suoi movimenti durante la stagione non riproduttiva sono poco conosciuti e non si conosce l'areale completo della sua distribuzione. Come gli altri membri della famiglia, gli individui di questa specie catturano le prede tuffandosi con la propulsione alare e sono in grado di immergersi fino a 60 m (200 ft) di profondità. La dieta di questa specie è prevalentemente composta da crostacei. Durante le ore notturne questi uccelli si nutrono di plancton che migra verticalmente, spinto dalle correnti. L'atto di procacciarsi il cibo avviene principalmente nell'oceano vicino alla riva, ma a volte alcuni individui si spingono fino alla zona pelagicadurante la stagione non riproduttiva, che dura solo 2 mesi all'anno.
Le abitudini dell'accoppiamento non sono ben documentate, sebbene sia certo che le coppie formino rapporti monogami . Le colonie riproduttive sono grandi e con una densità di circa un nido per 1 metro quadro (11 ft²). Il nido è una tana scavata delle dimensioni di circa 50 cm di lunghezza con una camera sul fondo che può essere rivestita con erba secca. Le femmine depongono un unico uovo bianco, dalle dimensioni di 38 x 29 mm, e che viene incubato per un periodo di 53–55 giorni. I piccoli vengono allevati per circa 2 settimane e l'involo avviene a 45–59 giorni. Entrambi i genitori si prendono cura dei piccoli, che presentano un piumaggio grigio appena nati. L'aspettativa di vita si aggira intorno ai 6,5 anni.